# Escuela de Estudios Orientales y Africanos
La Escuela de Estudios Orientales y Africanos (en inglés: School of Oriental and African Studies, sigla SOAS) se fundó en 1916 como la Escuela de Estudios Orientales, siendo África añadida al nombre de la escuela en la década de 1930. La misión para la que se fundó la institución era principalmente entrenar a los funcionarios británicos para sus destinos en el imperio. Desde entonces, la misión de SOAS ha cambiado y la escuela se ha convertido en la primera institución del mundo para el estudio de Asia y África. Es un colegio universitario (college) de la Universidad de Londres cuyos campos de estudio incluyen Derecho, Ciencias Sociales, Humanidades e Idiomas con especial referencia a Asia y África. SOAS es hoy en día una fuente del pensamiento más influyente e innovador en muchas áreas de las ciencias sociales y humanidades, principal pero no exclusivamente en relación con Asia y África. La biblioteca de SOAS, situada en un edificio diseñado en la década de 1970 por Denys Lasdun, es la fuente nacional del Reino Unido para información relativa a Asia y África y es la más grande de su tipo en Europa. 
La escuela ha crecido considerablemente en los últimos treinta años, de menos de 1000 estudiantes en estudios de licenciatura en los años 70 a más de 3000 hoy, siendo aproximadamente la mitad de ellos estudiantes de postgrado. La escuela alberga dos galerías: la Fundación Percival David de Arte Chino, una de las colecciones más importantes de cerámica china en Europa, y la Galería Brunéi, completada en 1995, que alberga exhibiciones temporales de materiales históricos y contemporáneos que reflejan temas y regiones estudiados en SOAS.
El campus principal fue trasladado a un nuevo edificio especialmente construido para ello, justo al lado de la Plaza Russell en Bloomsbury en 1938, y se ha expandido mucho desde entonces. El edificio de la biblioteca actual fue añadido en 1977, la Galería Brunéi en 1995, y una extensión al edificio de la biblioteca se abrió en 2004. Un nuevo campus en la Plaza Vernon en Islington se inauguró en 2001.
SOAS es constantemente calificada como una de las diez mejores instituciones de educación universitaria en los rankings de las universidades británicas. En el ranking del periódico británico The Guardian del año 2005, SOAS recibió el cuarto puesto a nivel nacional de un total de 122 instituciones universitarias del Reino Unido. Este es el tercer año consecutivo que la escuela ha conseguido el cuarto puesto en los rankings del periódico The Guardian. A nivel internacional, SOAS fue puesta en el puesto número 44 en noviembre de 2004 por el ranking THES mundial (siendo así la séptima mejor universidad del Reino Unido y la undécima de Europa). [cita requerida]